# Eanfrith (roi des Hwicce)
Pour les articles homonymes, voir Eanfrith.
Eanfrith est un roi des Hwicce du milieu du VIIe siècle.
La seule source à son sujet est Bède le Vénérable. Dans son Histoire ecclésiastique du peuple anglais, Bède fait le récit de la conversion du royaume du Sussex au christianisme et rapporte que la femme du roi Æthelwalh, Eafe, a reçu le baptême dans son peuple, les Hwicce, et qu'elle « était la fille d'Eanfrith, le frère d'Eanhere ».
Bien que Bède n'indique pas explicitement qu'Eanfrith est le roi des Hwicce, les historiens le considèrent généralement comme tel, de même que son frère Eanhere. Ils sont les plus anciens souverains connus de ce peuple des Midlands,.